# Ещё по одной (телесериал)
«Ещё по одно́й» (также известен под названием «Просто фантастика!») (англ. Absolutely Fabulous, в оригинале «Абсолю́тно невероя́тные») — британский ситком, создателем и сценаристом которого выступила актриса и певица Дженнифер Сондерс, которая также исполнила в нём главную роль. Сериал транслировался на канале BBC с 1992 по 1996 год, а затем с 2001 по 2004. В России показ первых трёх сезонов прошёл в 2009 году на канале MTV Россия. BBC One возобновило производство и трансляцию сериала с декабря 2011 года.

## Сюжет
Главные героини сериала Эдина Монсун и Пэтси Стоун — две обеспеченные зрелые женщины, ведущий вольготный образ жизни, злоупотребляющие алкоголем, любящие выкурить косяк, а также примеряющие на себе всё необычные веяния моды. У Эдины есть юная дочь — Саффи, которая неодобрительно относится к поведению матери и пытается вытащить её из регулярных запоев и похождений, но все её попытки оказываются безрезультатными. При этом Саффи считает, что все беды в их семье происходят от Пэтси, которая к тому же её недолюбливает. Но Эдину и Пэтси, лучших подруг ещё со школьной скамьи, не так просто разлучить и каждое их утро, как и прежде, начинается с опохмела.

## В ролях
| Актёр             | Роль                             |
| ----------------- | -------------------------------- |
| Дженнифер Сондерс | Эдина Монсун                     |
| Джоанна Ламли     | Пэтси Стоун                      |
| Джулия Савалия    | дочь Эдины Саффи (Сафран) Монсун |
| Джун Уитфилд      | мать Эдины                       |
| Джейн Хоррокс     | секретарь Эдины Бабл             |

## Трансляция в России
В России сериал транслировался в нулевых на канале НСТ (Настоящее смешное телевидение), затем показ трёх эпизодов прошёл в 2009 году на канале MTV Россия. В Омске сериал транслировался также региональным каналом «ТелеОмск-АКМЭ».